# Manes
Manes je norská avant-garde/black metalová kapela založená v roce 1993 zpěvákem Thomasem Bergliem (vulgo Sargatanas) a kytaristou a klávesistou Torem-Helge Skeim (vulgo Cernunus) ve městě Trondheim. Původně byla známa pod názvy Perifa (1991–1992) a Obscuro (1992–1993). 
Skupina koketovala i s jinými styly jako např. electronica, drum'n'bass a jazz.

V roce 1999 vyšlo pod hlavičkou nizozemského hudebního vydavatelství Hammerheart Records jejich debutové studiové album s názvem Under ein blodraud maane.

## Diskografie

### Dema
- Maanens Natt (1993)
- Ned i Stillheten (1994)
- Til Kongens Grav de Døde Vandrer (1995)
- Adjustah (2011)
- File14 (2011)

### Studiová alba
- Under ein blodraud maane (1999)
- Vilosophe (2003)
- How the World Came to an End (2007)
- Be All End All (2014)
- Slow Motion Death Sequence (2018)

### EP
- [view] (2006)
- Reinvention (2008)
- Vntrve (2014)

### Kompilace
- 1993-1994 (2005)
- Svarte Skoger (2006)
- Solve et Coagula (2009)
- How The World... - Preprod #1 (2009)
- New Stuff #1 (2010)
- #418 :: The Plot Thickens (2011)
- #417 :: Disorient (2011)
- #416 :: The Map Is Not the Land (2011)
- #415 :: Thin Air (2011)
- #414 :: Nil (2011)
- #413 :: Funeral Home (2011)
- #412 :: Deep North (2011)
- #411 :: Marbled Skin (2011)
- #410 :: All You Can Eat (2011)
- #409 :: Overheated (2011)
- #408 :: Hardened (2011)
- #407 :: Olympian (2011)
- #406 :: The True Name of God (2011)
- #405 :: Vardøger (2011)
- #404 :: Roman Shower (2011)
- #403 :: New Shit Has Come to Light (2011)
- Be All End All v0.0.1 [Beta Beta] - reissue of New Stuff #1 (2011)
- Teeth, Toes and other Trinkets (2014)

### Singly
- Deeprooted (2007)
- Young Skeleton (2020)